# Фердинанд Шевал
Фердинанд Шевал (фр. Ferdinand Cheval; Шарм сир л'Ербас, 19. април 1836— Отрив, 19. август 1924) био је француски поштар који је 33 године свога живота посветио грађењу Идеалне палате од камења и шљунка које је скупљао.

## Биографија
Фердинанд Шевал рођен је 19. априла 1836. године у Шарм сир л'Ербасу (фр. Charmes-sur-l'Herbasse). Са 13 година је напустио школу и постао шегрт у пекари. Напустио је тај посао 1867. године и постао поштар што је остао целог свог живота. Године 1879. је био на својој уобичајеној поштарској рути у Отриву (фр. Hauterives), насељу у југоисточном делу Француске, када се саплео о камен необичне лепоте. Однео га је кући, вратио се сутрадан на исто место где је нашао овај изузетан камен и његово сакупљање је започето.  
Шевал је живео дуг живот у сиромаштву. Захваљујући литографији у јефтиним часописима, доступним и људима скромнијег имовног стања тог времена, су се могле видети слике егзотичних места. Шевал је дневно прелазио руту од 32km или 20 миља. Сматран је локалним усамљеником.
После 34 године свакодневног сакупљања каменчића на својој службеној рути испостављања писама и пакета, Шевал је остварио свој сан и изградио невероватно архитектонско ремек дело. Док је градио пaлату, многи су га исмевали неверујући да је у стању да изгради то што је замислио без знања о зидању и архитектури. Палата се сматра изузетним примером наивне уметности у архитектури.

### Идеална палата
Идеална палата (фр. Palais idéal) је настала од камења и шљунка мукотрпним радом једног занесењака који је желео да испуни сопствени сан. Данас ту палату посети и 120.000 посетилаца годишње. Привукла је пажњу чак и знаменитог сликара Пабла Пикаса. Скупљао је различито камење успут на поштанској рути, а повремено је морао да прикупи камење са колицима јер је било претешко за његову торбу или га је било превише.
Фердинанд је обраћао невероватну пажњу на детаље, на сваки стуб, лук и скулптуру. После година уложеног труда ово је прерасло у животни пројекат. Идеална или савршена палата је један од најлепших аматерских архитектонских подухвата.
- Фердинанд Шевал са супругом и кћерком Алис
- Шевал с колицима пуним камења
- Разгледница из 1890. године Идеалне палате
- Идеална палата и њен градитељ Фердинанд Шевал, око 1890.
- Идеална палата и њен градитељ Фердинанд Шевал, око 1890.
- Биста Фердинанда Шевала у Отриву

#### Екранизација
Године 2018. у Француској је снимљен филм Идеална палата (фр. L'Incroyable histoire du Facteur Cheval). То је биографски филм који нам дочарава живот крајем 19. века и почетком 20.